# Ni-ni
Els joves ni-ni son els joves inactius, és a dir que no treballen ni segueixen cap mena de formació. Es tracta sovint de joves que no s'han independitzat i que depenen econòmicament dels seus pares; en alguns mitjans ja es parla de generació ni-ni.
Alguns distingeixen entre els joves que no treballen perquè no poden trobar feina i aquells que no busquen feina activament, o que fins i tot tenen com a objectiu no treballar, com veuen que fan alguns famosos que surten a la televisió i la premsa rosa. Per exemple, l'any 2008 a Catalunya hi havia 216.100 joves entre 19 i 29 anys que no treballaven ni estudiaven, però d'aquests, 110.600 buscaven feina i els 105.500 restants no.

## Percentatges
El nombre de ni-nis comptabilitzats varia segons com interpretem el concepte; s'estima que el 2005, a Espanya, hi havia 500.000 joves que ni estudiaven ni treballaven i, el 2010 n'hi havia uns 750.000. Aquest darrer any, un 30% de joves ni-ni tenien entre 18 i 20 anys, i un 40% tenien entre 21 i 24 anys.
A Catalunya, el 2010, hi havia 154.000 joves ni-ni, que equivalia al 23% dels catalans menors de 25 anys.

## Possibles causes
Alguns economistes consideren que «els joves són les víctimes d'un sistema d'educació deficient i d'un mercat de treball heretat del franquisme». Potser és per això que el fracàs escolar a Espanya gira al voltant del 30% des dels anys 90 i que l'atur juvenil va arribar al 40% de mitjana el 2010.
Les condicions laborals precàries, l'alt preu de l'habitatge i la manca d'esperança envers el futur contribueixen al fet que els joves tinguin dificultats a l'hora de trobar feina i triguin a emancipar-se.

## Possibles solucions
Algunes solucions a llarg termini són flexibilitzar la formació i afavorir la formació professional, les escoles taller, les cases d'oficis i els tallers ocupacionals, ja que a Espanya hi ha un percentatge molt elevat de persones amb estudis d'educació elemental bàsica, i, en canvi, falten professionals especialitzats en oficis i formacions professionals de tots els nivells.
Tot i que el nombre de joves amb estudis universitaris creix, i que es preveu un augment de demanda d'aquest perfil a Europa, una solució seria promoure l'educació secundària. És per això que alguns grups també proposen adaptar els continguts de certs estudis superiors a la realitat del mercat de treball, però d'altres hi estan en contra.
L'any 2010, el govern de l'Estat espanyol va crear un nou tipus de contracte per a joves, més precari que els contractes per a becaris, que permetia les empreses contractar joves menors de 25 anys per un salari inferior al mínim interprofessional i només durant uns mesos. El tipus de contracte anterior obligava les empreses a pagar un salari com a mínim igual al mínim interprofessional, mentre que aquest nou tipus de contracte permet pagar només un 70% del salari mínim, així com variar l'edat de les persones receptores, que passa de 21 a 24 anys.
José Montilla, un mes abans de les eleccions al Parlament de Catalunya, va anunciar que el Departament de Treball de la Generalitat de Catalunya, faria d'intermediari amb els Ajuntaments —que al seu torn ho farien entre joves i empreses—, amb l'objectiu que les empreses aconseguissin fins a 5.000 contractes d'aquest nou tipus. La idea és que una empresa que no estava disposada a pagar el salari mínim a una persona, però sí un 70% d'aquest, és a dir 443 euros mensuals, ara contracti algú quan abans d'aquesta proposta no l'hauria contractat, fet que abaixaria una mica el nombre de joves ni-ni, que constarien a les estadístiques com a treballadors. D'altres opinen que això rebaixarà els salaris que el mercat ofereix i que no crearà nous llocs de feina, sinó que abaixarà els sous.
L'oposició també es queixa que hagi de ser la Generalitat que pagui el 70% del salari d'aquests joves, perquè aquests diners públics es podrien dedicar a altres coses i perquè això, a la pràctica, redueix encara més el salari que els empresaris estan disposats a pagar als seus treballadors, un 21% del salari mínim interprofessional, és a dir 133 euros mensuals per treballador.

## A altres societats
El fenomen ni-ni pot ser assimilable al de l'acrònim en anglès NEET (Not in Education, Employment, or Training), que va sorgir a finals dels anys noranta al Regne Unit per referir-se a la població juvenil que ni estudia ni treballa.

## Altres accepcions de nini: Ni PP, ni PSOE
El fenomen ni-ni, o almenys el concepte, sorgeix alhora que gent de totes les edats i condicions es manifesta cada cop més contra el bipartidisme (a Espanya, PP i PSOE) i utilitza —per analogia a l'expressió ni estudia ni treballa—, una del tipus «ni PP, ni PSOE». Les circumstàncies socials expliquen que els ni-nis comparteixin el desencís social i polític, la desconfiança en els poders establerts actuals i la cerca d'altres vies de representació. Els ni-nis valoren el vot en blanc, com a forma de queixa, i consideren útil el vot a petites formacions amb pocs o cap escó en eleccions anteriors.